# João Peglow
João Gabriel Martins Peglow (Porto Alegre, 7 de janeiro de 2002) é um futebolista brasileiro que atua como atacante. Revelado pelo Sport Club Internacional Atualmente está no D.C. United.

## Carreira

### Início
Nascido em Porto Alegre, Rio Grande do Sul, Peglow conseguiu se tornar jogador das categorias de base do Internacional em 2011, quando tinha apenas nove anos. Em abril de 2018, assinou seu primeiro contrato profissional aos 16 anos.

### Internacional
Em outubro de 2019, depois de impressionar jogando pela Seleção Brasileira, Peglow foi promovido para o elenco profissional do Internacional na temporada seguinte, com o seu contrato sendo estendido ainda mais, até dezembro de 2023. Ele fez sua estreia pelo elenco principal em 25 de julho, substituindo Marcos Guilherme no segundo tempo, no empate de 1 x 1 pelo Campeonato Gaúcho contra o Esportivo Bento Gonçalves.

### Porto
Em 14 de julho de 2021, Peglow foi transferido para o Porto B, da Liga Portugal 2, por um empréstimo de uma temporada com opção de compra proposto pelo Internacional, no dia 30 de junho de 2022 acaba o empréstimo do Porto B, assim voltando para o Internacional

### Atlético Goianiense
Em 22 de julho de 2022, Peglow chega no Atlético Goianiense por empréstimo até o final do Campeonato Brasileiro da Série A, terminando em 31 de dezembro de 2022.

### Dnipro-1
Em 31 de janeiro de 2023, Peglow é anunciado no SK Dnipro-1 por empréstimo que terminou em 30 de junho de 2023

### Sport Recife
Em 7 de julho de 2023, Internacional acerta empréstimo de Peglow para o Sport Recife, que está previsto para terminar até o fim da temporada.

## Seleção Brasileira
Peglow jogou pela Seleção Brasileira Sub-16 no Torneio Montaigu de 2018, marcando três gols em quatro partidas. Ele também foi titular absoluto da Seleção Braileira Sub-17, disputando 17 partidas e marcando 7 gols também conquistando a Copa do Mundo Sub-17 de 2019.